# Haptosquilla
Haptosquilla is een geslacht van kreeftachtigen uit de klasse van de Malacostraca (hogere kreeftachtigen).

## Soorten
- Haptosquilla corrugata Ahyong, 2001
- Haptosquilla ectypa (Müller, 1886)
- Haptosquilla glabra (Lenz, 1905)
- Haptosquilla glyptocercus (Wood-Mason, 1875)
- Haptosquilla hamifera (Odhner, 1923)
- Haptosquilla helleri Ahyong, 2012
- Haptosquilla moosai Erdman & Manning, 1998
- Haptosquilla philippinensis Garcia & Manning, 1982
- Haptosquilla proxima (Kemp, 1915)
- Haptosquilla pulchella (Miers, 1880)
- Haptosquilla pulchra (Hansen, 1926)
- Haptosquilla setifera Manning, 1969
- Haptosquilla stoliura (Müller, 1887)
- Haptosquilla tanensis (Fukuda, 1911)
- Haptosquilla togianensis Erdman & Manning, 1998
- Haptosquilla trispinosa (Dana, 1852)
- Haptosquilla tuberosa (Pocock, 1893)